# Fontaine Bluff
Das Fontaine Bluff ist ein Kliff in der antarktischen Ross Dependency. Es ragt 6 km westlich des Kap Murray an der Südflanke des Carlyon-Gletschers auf.
Der United States Geological Survey kartierte es anhand von Tellurometervermessungen und Luftaufnahmen der United States Navy aus den Jahren von 1959 bis 1963. Das Advisory Committee on Antarctic Names benannte das Kliff 1965 nach Lieutenant Commander (später Admiral) Richard Kern Fontaine (1928–2017), Kommandant der USS Hissem, die zwischen 1963 und 1964 als Wetterschiff zur Unterstützung von Versorgungsflügen zwischen dem neuseeländischen Christchurch und der McMurdo-Station fungiert hatte.